# Euclystis agava
Euclystis agava là một loài bướm đêm trong họ Erebidae.